# Tim Cowley
Pas d'image ? Cliquez ici

a Compétitions nationales et continentales officielles uniquement.

b Matchs officiels uniquement.
Dernière mise à jour le 18 août 2018.
Timothy Cowley dit Tim Cowley, né le 12 février 1978 à Tokoroa en Nouvelle-Zélande, est un joueur de rugby à XV et rugby à sept international samoan qui évolue au poste de Troisième ligne aile ou Troisième ligne centre. Il joue actuellement au sein de l'effectif du Association sportive Mérignac rugby.

## Carrière

### En club
Il évolue au club de Silverdale et au sein du North Harbour Rugby Union dans le National Provincial Championship. Il part ensuite pour jouer en Europe, d'abord au Manchester Rugby Club puis, en 2003 avec les Cornish Pirates dans le National Division 2. Lors de la saison 2003-2004, il participe à la montée des Pirates en National Division 1. Les saisons suivantes, le club ne parvient pas à franchir le dernier palier pour atteindre la première division anglaise. La meilleure performance du club est une troisième place lors de la saison 2006-2007. Tim Cowley souhaite alors jouer dans une compétition au plus haut niveau. C'est pourquoi, en 2008, il s'engage pour deux ans avec le CS Bourgoin-Jallieu pour jouer dans le Top 14. Lors du match face au Stade toulousain, sa saison est écourtée par une blessure à la tête survenue lors d'un choc avec son coéquipier Jean-Philippe Genevois. Il reste inanimé plusieurs minutes sur le terrain avant de sortir sur une civière. Après une absence de plusieurs mois, il revient sur les terrains et se blesse à nouveau lors d'un entrainement. À la suite de cette nouvelle blessure, il est opéré des cervicales, ce qui met un terme à sa saison.

### En équipe nationale
Bien qu'étant de nationalité néo-zélandaise, il décide de jouer avec les Samoa car il ne peut prétendre à jouer avec les All-Blacks. Il obtient sa première cape le 10 juin 2000 à l'occasion d'un match contre le Japon comptant pour la Pacific Nations Cup. Il dispute ensuite deux autres test matchs contre le Canada et l'Italie. Il n'obtient plus de sélection en équipe nationale par la suite. Il joue également avec l'équipe des Samoa de rugby à sept.

## Palmarès
- Champion de National Division 2 en 2003
- Finaliste du Challenge européen en 2009